# Cantó d'Ezpeleta
El cantó d'Ezpeleta (en francès canton d'Espelette) és una divisió administrativa francesa, situada en el departament dels Pirineus Atlàntics i la regió de la Nova Aquitània. El seu conseller general és Vincent Bru, de la UDF, que a més és l'alcalde de Kanbo. Els municipis que componen el cantó són pobles de Lapurdi (Iparralde). Cap destacar que la capital, Ezpeleta, no és el municipi més poblat, que és Kanbo.

## Composició
El cantó d'Espelette agrupa 7 comunes:
- Ainhoa
- Kanbo
- Ezpeleta
- Itsasu
- Luhuso
- Sara
- Zuraide

## Consellers generals
| Data d'elecció                             | Identitat         | Partit | Qualitat           |
| ------------------------------------------ | ----------------- | ------ | ------------------ |
| 1964                                       | Michel Labéguerie |        | diputat            |
| 1970                                       | Michel Labéguerie |        |                    |
| 1976                                       | Michel Labéguerie |        | senador            |
| 1980                                       | Louis Genin       |        | alcalde de Zuraide |
| 1982                                       | Louis Genin       |        | alcalde de Zuraide |
| 1988                                       | Louis Genin       |        | alcalde de Zuraide |
| 1994                                       | Louis Genin       |        | alcalde de Zuraide |
| 2001                                       | Vincent Bru       | UDF    | alcalde de Kanbo   |
| 2008                                       | Vincent Bru       | DVD    |                    |
| No es coneixen les dades anteriors a 1964. |                   |        |                    |